# Хэллоуинтаун
Хэллоуинта́ун (англ. Halloweentown) — оригинальный фильм Disney Channel, вышедший на экраны 17 октября 1998 года. Съёмки фильма проходили в городе Сент-Хеленс (штат Орегон, США), где позднее была снята вторая часть саги «Сумерки».
Фильм получил в целом сдержанные и положительные отзывы. Рейтинг фильма на сайте Rotten Tomatoes составляет 72 % свежести. 13 сентября 2005 года состоялся релиз картины на DVD.

## Сюжет
Незадолго до Хэллоуина к юной Марни Пайпер приезжает в гости её бабушка Эгги. Эгги — волшебница со стажем, и она считает своим долгом обучить внучку магии и подготовить к грядущей битве со злом. Но мать Марни Гвэн против того, чтобы её дочь становилась ведьмой. Сама она когда-то тоже была волшебницей, но решила отказаться от магии, чтобы наладить жизнь среди обычных людей. Теперь она хочет, чтобы все её дети тоже отреклись от магии. Но всё меняется, когда герои попадают в таинственный город Хэллоуинтаун. Им приходится забыть о своих разногласиях, ведь зло поглощает город, и на кону оказываются жизни героев.
Прежде чем столкнуться с опасным врагом, поглощающим жизни жителей города, Марни, её брат Дилан и сестра Софи знакомятся с загадочным парнем по имени Люк, скелетообразным таксистом Бенни и мэром города Калабаром. Каждый из них — не тот, за кого себя выдает.

## В ролях
| Роль                  | Актёр           |
| --------------------- | --------------- |
| Агги Кромвэлл         | Дебби Рейнольдс |
| Гвэн Кромвэлл         | Джудит Хоаг     |
| Марни Пайпер          | Кимберли Браун  |
| Люк                   | Филлип Ван Дайк |
| Дилан Пайпер          | Джои Зиммерман  |
| Софи Пайпер           | Эмили Рёске     |
| Калабар               | Робин Томас     |
| Бенни, скелет-таксист | Рино Романо     |
| Хэрриет               | Джудит Форд     |

## Сиквелы
Благодаря высоким рейтингам фильма, впоследствии вышло три сиквела «Хэллоуинтауна»:
- Хэллоуинтаун 2: Месть Калабара
- Хэллоуинтаун 3
- Возвращение в Хеллоуинтаун